# 堺版
堺版（さかいばん）とは、中世後期に和泉国堺で出版された刊本。日本における商業出版の先駆的役割を果たしたと言われている。
南北朝時代から戦国時代にかけて、戦火を避けて堺に避難してきた僧侶や知識人、堺を中心として台頭してきた新興商人の間で文芸振興の機運が高まり、当時中国から伝来してきた印刷術を用いた刊本出版が相次いだ。
最古の例は正平19年/貞治3年（1364年）に、「堺浦道裕居士」と称する人物が刊行した『論語集解』とされている。戦国時代に入ると、同地で代々医師を務めたと推定される阿佐井野家が多くの書籍を刊行した。阿佐井野宗瑞によって大永8年（1528年）に明の『医書大全』を刊行、5年後の天文2年（1533年）には清原宣賢の跋を付けた『論語』を刊行している。『論語』の板木は後に南宗寺に奉納されたことから、「南宗寺本論語」とも呼ばれた。天正年間には、石部了冊が「経師屋」を名乗って、天正2年（1574年）に元の『四体千字文書法』、天正18年（1590年）には『節用集』の刊行を行っている。
堺版の刊行は権力者や大寺院による出版と並行して民間でも出版活動が勃興しつつあったことを示すもので、近世の上方における出版文化の根源となったと考えられている。